# Lista dos deputados provinciais da 11.ª legislatura de Santa Catarina
Lista dos deputados provinciais de Santa Catarina - 11ª legislatura (1856 — 1857).
| Nº | Deputado                                      |
| -- | --------------------------------------------- |
| 1  | Joaquim Gomes de Oliveira e Paiva             |
| 2  | Marcelino Antônio Dutra                       |
| 3  | Caetano de Araújo Figueiredo Mendonça Furtado |
| 4  | José Bonifácio Caldeira de Andrada            |
| 5  | Joaquim Inácio de Macedo Campos               |
| 6  | Agostinho Leitão de Almeida                   |
| 7  | Afonso de Albuquerque e Melo                  |
| 8  | José Maria da Luz                             |
| 9  | Polidoro do Amaral e Silva                    |
| 10 | Alexandre Francisco da Costa                  |
| 11 | Carlos Duarte Silva                           |
| 12 | Eleutério Francisco de Sousa                  |
| 13 | Francisco José de Oliveira                    |
| 14 | João Antônio Lopes Gondin                     |
| 15 | Manuel Pinto Portela                          |
| 16 | Augusto Lamenha Lins                          |
| 17 | Miguel Francisco Fernandes                    |
| 18 | Luís Ferreira do Nascimento Melo              |
| 19 | Joaquim Augusto do Livramento                 |
| 20 | João Francisco de Sousa Coutinho              |